# 六ツ家川
六ツ家川（むつけがわ）は、埼玉県所沢市を流れる河川。荒川水系柳瀬川の支流である。

## 地理
埼玉県所沢市北野南の狭山丘陵北部から始まり、小手指出張所の北側を流れる。小手指南では椿峰を北から東に流れて、途中弁天池（所沢市山口）を経由して西武狭山線下山口駅付近で柳瀬川に合流する。

## 橋梁
下流より記載
- 泉橋
- 西武狭山線
- 埼玉県道・東京都道55号所沢武蔵村山立川線
- 六ツ家橋
- 栄橋
- 新田橋
- 梅林橋
- みかど橋